# The Riotts.
the Riotts.（ライオット）は、日本のヴィジュアル系ロックバンド。2009年11月に結成。Steaak Recordsに所属。
固定ボーカルを持たず毎回ゲストボーカルを擁し音源をリリースする。

## 解説
- 2009年に176BIZの雪希、たら、楓栖を中心に結成。元々デンジャークルー・レコードに所属していた彼らだが、結成とともに自らの所属事務所Steaak Records.を設立。ミニアルバム『StarInvitation』、『星蓮花』やシングル『スターゲイザー』、フルアルバム『RIOT STAR』などの作品を次々にリリースし、すべてのCDの初回限定盤はソールドアウト、2011年二月には主催ライブTSUTAYA O-WEST(当時:渋谷 O-WEST)をソールドアウト。
- メンバー3人の気持ちを音楽をファクターにし表現する事にこだわっている為に、Blu-BiLLioNのミケや、 えんそくのぶぅなどボーカルはリリースの度に毎回ゲストを呼び収録している。
- 彼らの代表曲である「星屑と月と灰色の街」はゲストボーカル毎に、３パターンの収録バージョンが存在している。
- 音源制作を活動の原点にしている為、結成からライブをほぼ行わないにもかかわらずフルアルバム『RIOT STAR』は2011年2月2日放送のテレビ番組 Ｖの流儀内CDランキングにて自身最高位となる7位を獲得。[1]
- 作曲はすべて雪希が担当し、ジャケットアートワークなどはすべてたらが担当している。
- 2012年08月25日より雪希とたらはしゃるろっとの密乗、キャンゼルのいっちらとプロジェクト★NOハウス（ホシノハウス）を発足。the Riotts.と並行し活動を開始した。

## メンバー
- 雪希（セツキ、Guitar）

ex.→カレン→176BIZ→the Riotts.
広島県庄原市出身、1月26日生まれ。血液型A型。
影響を受けた音楽：LUNA SEA
愛称は「せち」、「せっちゃん」など。
主な使用機材はESP/SNAPPER-AS Burner、ESP/CUSTUM（愛称「セツキカスタム-ニケ-」）、Historyなど。
the Riotts.の発起人で、全ての楽曲の作曲を手掛けている。
地元広島への愛郷心が強く同郷の俳優上杉輝とはまぶだちキッズと呼び合い、お互い上京した後も交流を深めている。
- たら（タラ、Bass）

ex.→パニックちゃんねる→ベティ→176BIZ→the Riotts.
神奈川県出身、12月24日生まれ。血液型B型。
影響を受けた音楽：椎名林檎、黒夢
雑誌Cureでモデル出演やKERA!のストリートスナップによく掲載されており(2004年KERA!６月号掲載スナップランキング1位)、2004年には新木COASTにてKERA !主催のファッションショー"Individual Fashion EXPO 1st."にファッションショーのモデルとして出演。
前バンド176BIZではリーダーとして活動。
中学時代は登山部で活動し、高校から音楽に傾倒し大学に行きながらバンド活動を行っていた。176BIZの活動終了後デザイン業の会社に就職しておりベースにブランクがあったが、メンバーの熱心な誘いにを受けthe Riotts.に参加。
主な仕様機材はESP FOREST(CUSTOM),Fender JAZZ Bass(’68)。MV、ライブでは主にビンテージの塗装が特徴的なFender JAZZ Bassを使用。
- 楓栖（カスミ、Drums）

ex.→La'miss†fairy→ギミック→176BIZ→the Riotts.
東京都出身、8月6日生まれ。血液型A型。
愛称は「かしゅー」、「かっきん」など。
色々なアーティストと親交が深く、またアウトドアが大好きな為、夏は毎年バンド仲間とバーベキューに行っている。
A型らしくない所が多々あるらしく、メンバーの中では弄られキャラとして愛されている。

### ゲストボーカル
- ミケ（第1期Vocal）

結成初期の第1期音源ミニアルバム『StarInvitation』に参加、現在 Blu-BiLLioNにて活動中。2011年02月16日(水)には渋谷O-WESTにてthe Riotts.主催ライブ『aRest of the STAR～らいおらいお～祭』にて Blu-BiLLioNとして対バンした。
- ぶう（第2期Vocal）

えんそくのボーカル。2010年発売シングル『スターゲイザー』に参加、the Riotts.として初のMVにも参加している。また、池袋BlackHoleでの初の主催ライブ『らいおらいお祭～星を見護る者達～』ではMC、ライブパフォーマンス共にアグレッシブなステージングを展開した。(ライブ映像はミニアルバム『星蓮花』内の「アリア」MVに収録)
- 歩（第3期Vocal）

ミニアルバム『星蓮花』、フルアルバム『RIOT STAR』に参加、現在 GLAMGRAMM@Rにて活動中。

## 来歴
2009年
- 11月21日、ex176BIZの雪希、たら、楓栖が「the Riotts.」として活動する事を雑誌、WEB上にて発表。
- 12月15日、1st mini album　『StarInvitation』詳細情報解禁。通販申し込みも同月21日より受付開始。

2010年
- 1月4日、初回予約特典を付けていた1st mini album　『StarInvitation』の通販受付分が完売。急遽通常予約分を早め受け付ける。
- 1月15日、1st mini album『StarInvitation』発売。
- 5月26日、1st Maxi Single『スターゲイザー』発売。
- 5月31日、1st Maxi Single『スターゲイザー』初回盤完売。
- 7月18日、池袋BlackHoleにて、初主催『らいおらいお祭～星を見護る者達～』を開催(SOLD OUT)。
- 10月6日、2nd mini album『星蓮花』発売。
- 11月2日、2nd mini album『星蓮花』完売。

2011年
- 1月26日、Full album『RIOT STAR』発売。
- 2月5日、渋谷ZEAL LINKにてFull album『RIOT STAR』発売記念インストア開催。
- 2月16日、渋谷O-WESTにて主催『aRest of the STAR～らいおらいお～祭』開催。(SOLD OUT)。
- 6月11日、カラオケJOY SOUNDにて「アリア」「星の砂」配信決定。

## 作品

### シングル
| 回  | 発売日        | タイトル       | 規格          | 備考               |                              |
| --- | ------------- | -------------- | ------------- | ------------------ | ---------------------------- |
| 1st | 2010年5月26日 | スターゲイザー | 12cmCD CD+DVD | 初回限定盤、通常盤 | 参加Guest Vocal:ぶうえんそく |

### アルバム
| 回  | 発売日        | タイトル  | 規格          | 備考               |                               |
| --- | ------------- | --------- | ------------- | ------------------ | ----------------------------- |
| 1st | 2011年1月26日 | RIOT STAR | 12cmCD CD+DVD | 初回限定盤、通常盤 | 参加Guest Vocal:歩GLAMGRAMM@R |

### ミニアルバム
| 回  | 発売日        | タイトル       | 規格          | 備考           |                                  |
| --- | ------------- | -------------- | ------------- | -------------- | -------------------------------- |
| 1st | 2010年1月15日 | StarInvitation | 12cmCD        | 2000枚限定販売 | 参加Guest Vocal:ミケ Blu-BiLLioN |
| 2nd | 2010年10月6日 | 星蓮花         | 12cmCD CD+DVD | 完全限定盤     | 参加Guest Vocal:歩GLAMGRAMM@R    |

## らいおらいお祭
the Riotts.主催のライブイベント。2011年2月には、SHIBUYA O-WESTにて公演を行った。主催タイトル命名は雪希。

親交のある多数のヴィジュアル系バンドが出演し、現在までの出演バンドはDOG inTheパラレルワールドオーケストラ,Blu-BiLLioN,えんそくなど。
- らいおらいお祭～星を見護る者達～ 2010年7月18日 池袋BlackHole
- aRest of the STAR～らいおらいお～祭 2011年2月16日 渋谷O-EWST